# Jaula de seguridad

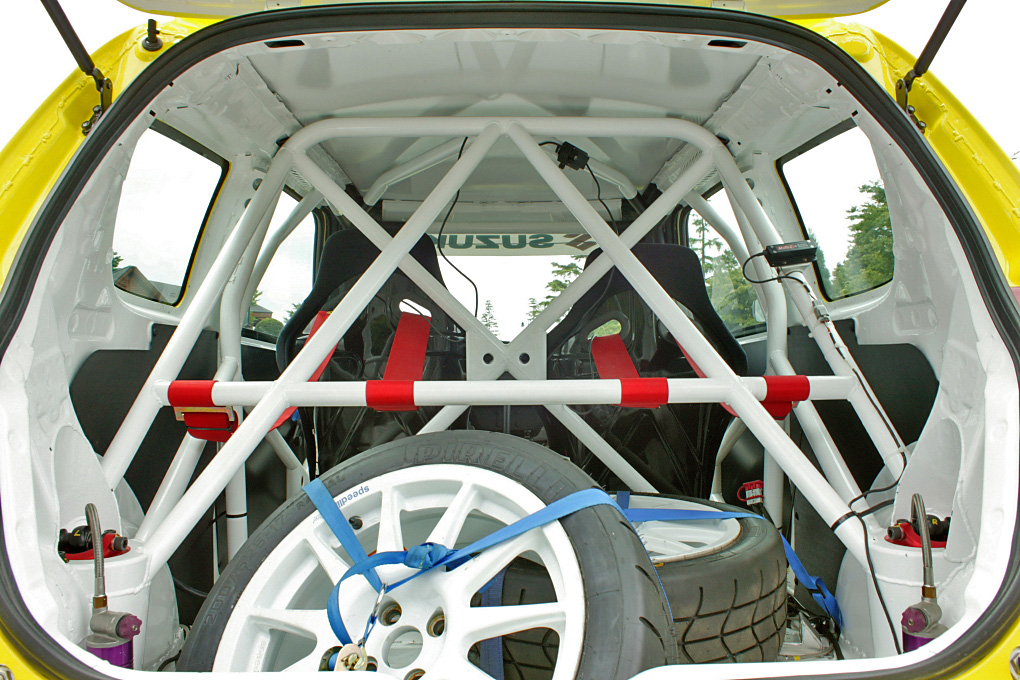
Una jaula de seguridad en un automóvil de carreras.

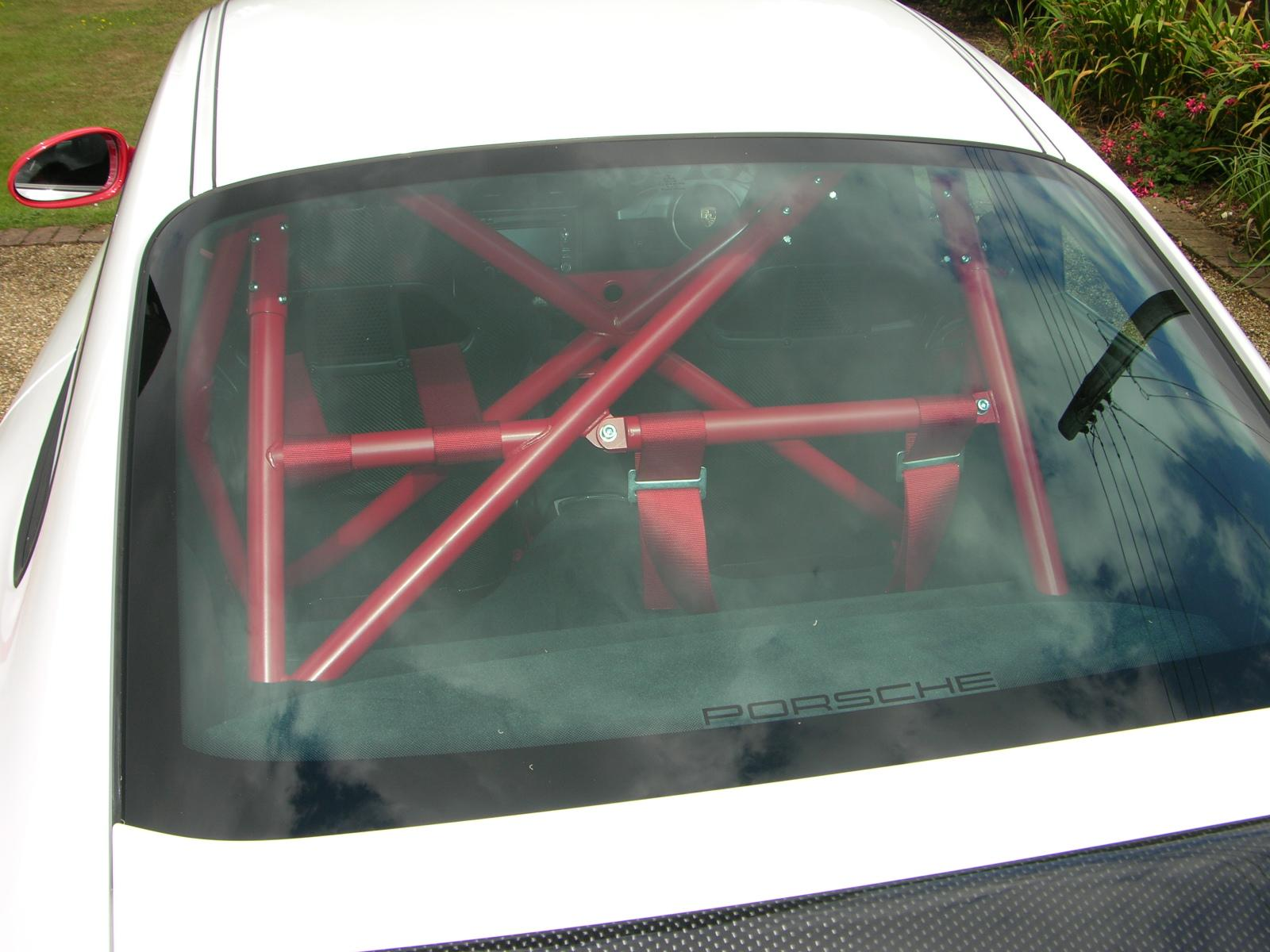
Una jaula de seguridad en un Porsche GT3 RS.

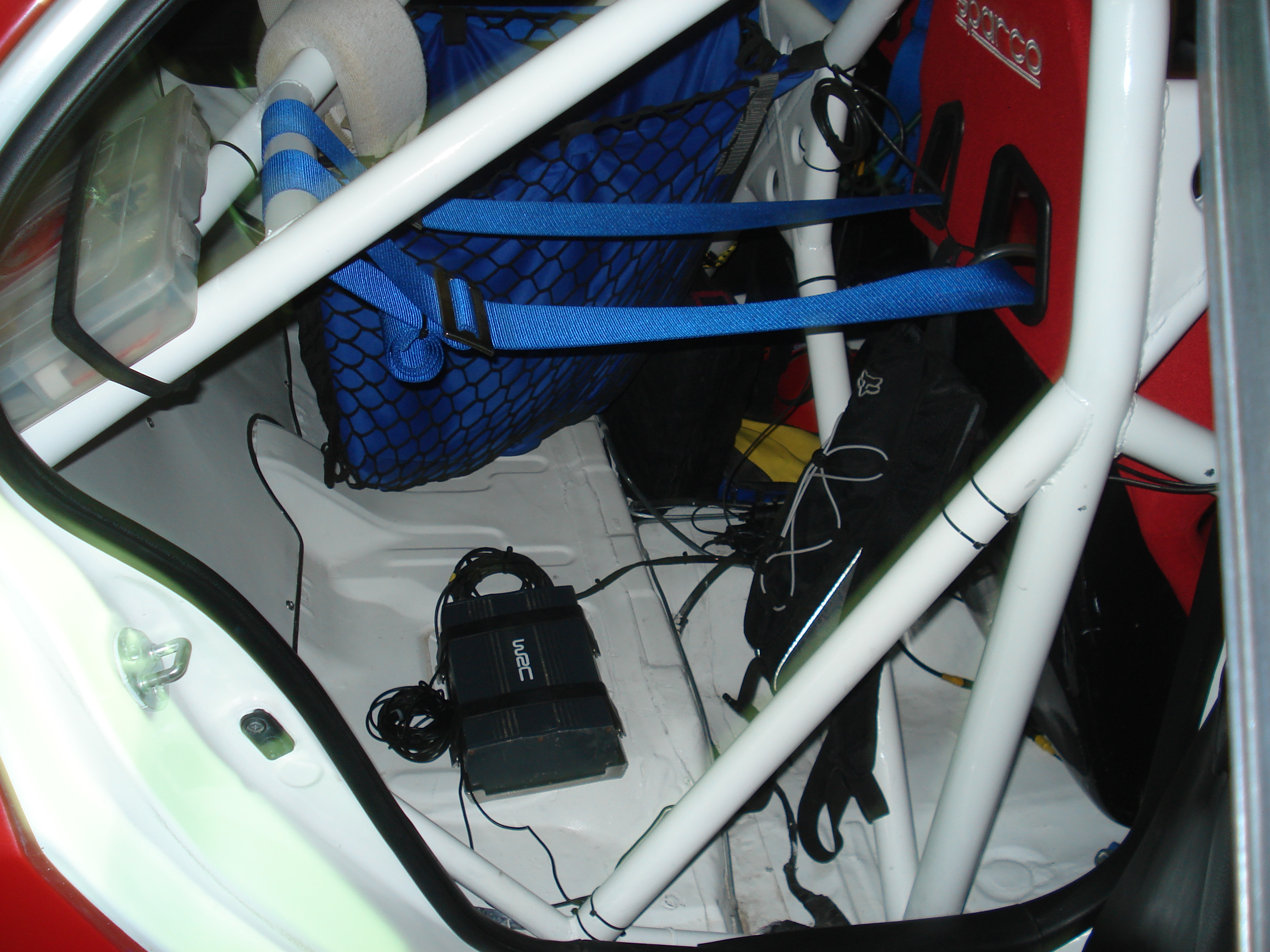
Barras antivuelco en un vehículo de rally, Mitsubishi Lancer Evo IX.

Una jaula de seguridad (también llamada jaula antivuelcos o barras de seguridad) es un marco metálico especialmente construido dentro o alrededor de la cabina de un vehículo, para proteger a sus ocupantes en un accidente, particularmente en vuelcos. Las jaulas de seguridad son usadas en casi todos los vehículos de carreras (o de competición) y en la mayoría de los autos modificados para competir en carreras. En las competiciones de rally es obligatorio su uso en todos los vehículos.
Hay muchos diseños de jaulas de seguridad, dependiendo de las especificaciones del organismo regulador de la competición en cuestión; se construyen para extender el marco frente al conductor, junto al pilar A, para proveerle de la mayor protección posible a altas velocidades en un automóvil cupé. Esto es comparable a la protección provista en carreras de monoplazas, donde una carcasa sólida cubre la mayor parte del cuerpo; se complementa esta seguridad con un arco anti-vuelco, que se extiende por encima del casco del conductor, justo atrás de su cabeza. Una jaula de seguridad también ayuda a incrementar la rigidez del chasis, lo cual es muy deseable en aplicaciones de competencia.

## Barra antivuelcos

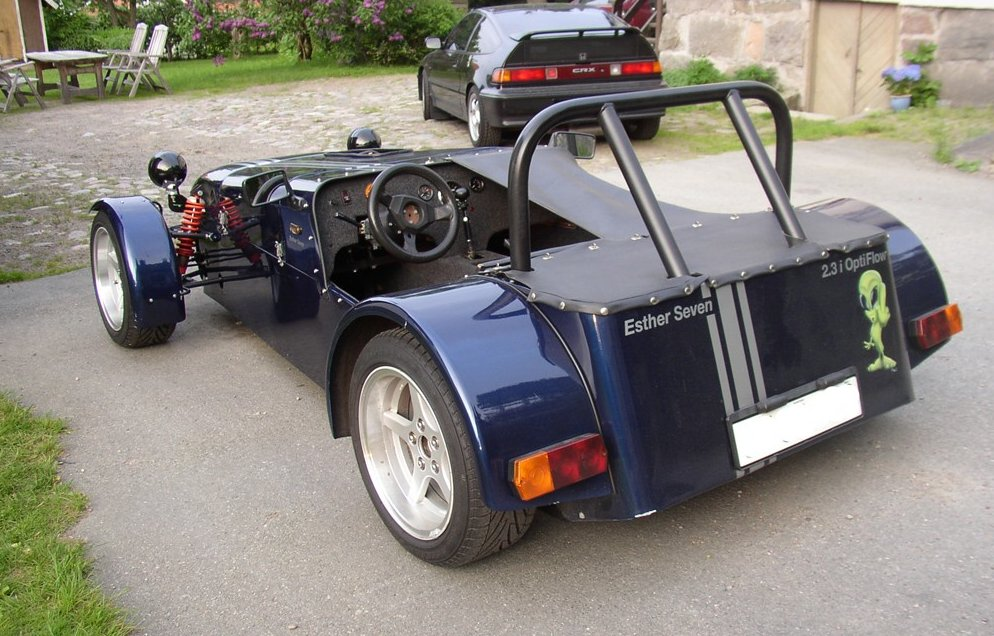
Una barra antivuelcos en un Esther.

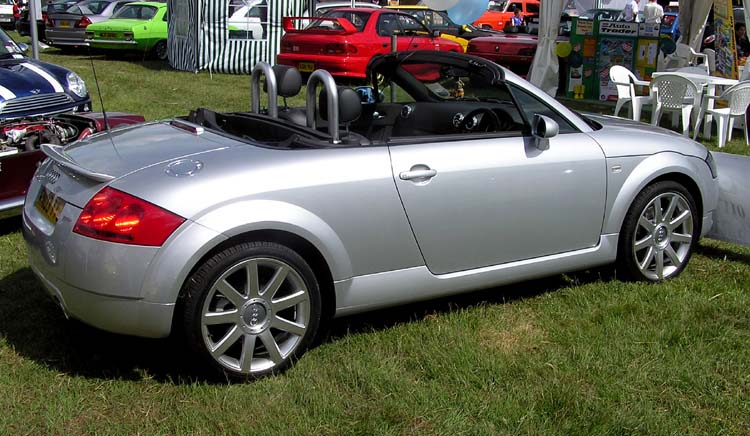
Arcos antivuelcos en un Audi TT.

Una barra antivuelcos es una barra colocada detrás del conductor, que provee protección moderada ante los vuelcos. Un techo targa es un tipo de diseño que integra una barra visible en el exterior del mismo, en donde se engancha un techo semi-convertible. Los convertibles son particularmente cuidadosos en la protección anti-vuelcos. En la mayoría de los convertibles modernos, un fuerte marco del parabrisas funciona como una barra anti-vuelcos.

## Arcos antivuelcos
Un arco antivuelcos es un par de barras redondeadas que se colocan detrás de los asientos del conductor y del acompañante. A veces, sólo se coloca un arco detrás del conductor.  En algunas ocasiones, estos arcos se integran en el diseño del auto mientras que, en otras, son adaptados al mismo.
Una nueva forma de protección antivuelcos son los arcos desplegables, los cuales están escondidos, pero, cuando los sensores instalados en un auto para este fin detectan un posible vuelco, automáticamente despliegan los arcos y los aseguran en su lugar. Algunos automóviles que cuentan con esta tecnología son: el Peugeot 307 CC, el Mercedes-Benz Clase SL, y el Jaguar XK.